# Потанинская улица (Новосибирск)
Пота́нинская улица — улица в Центральном районе Новосибирска. Начинается от улицы Советской и примыкает к Красному проспекту, после чего прерывается. Следующая часть улицы начинается восточнее в административно-жилом квартале и образует Т-образный перекрёсток с улицей Семьи Шамшиных. Третья часть отходит от Потанинского переулка и под острым углом сливается с Романовским Пешим Спуском. Четвёртая уличная часть начинается от улицы Татарской и заканчивается в жилом квартале в непосредственной близости от Ипподромской магистрали (~ 65 м), к этой части улицы с южной стороны примыкает Татарский спуск.

## Название
Улица названа в честь Григория Николаевича Потанина (1835—1920), русского географа, этнографа и публициста, одного из основателей сибирского областничества.

## Исторические здания
- Дом Барабанова — двухэтажный дом, построенный в 1908 году. Памятник культуры местного значения[1].

- Двухэтажный особняк (Улица Потанинская № 10/а) — доходный дом, построенный в 1915 году. Памятник архитектуры регионального значения. С 1922 года здесь находилась редакция литературно-художественного журнала Сибирские огни. В настоящее время (по данным на 2015 год) в здании находится коктейль-бар Twiggy.[2]

- Дом, где работал Ю. В. Кондратюк — здание, сооружённое в 1924 году, расположено на углу улиц Советской и Потанинской. Здесь находилась краевая контора АО «Хлебопродукт», которая в 1927 году пригласила работать Юрия Васильевича Кондратюка, одного из основоположников космонавтики и автора произведения «Завоевание межпланетных пространств». В здании размещён Музей города Новосибирска.[3]

- Жилой дом (Красный проспект № 33) — пятиэтажное здание с архитектурными элементами классицизма, построенное в 1952 году. Находится на углу Красного проспекта и Потанинской улицы. В этом доме жили известный лётчик-испытатель Иван Фёдорович Сорокин и заслуженный архитектор России Анатолий Афанасьевич Воловик, память о них увековечена мемориальными досками, установленными на здании.[4][5]

## Организации

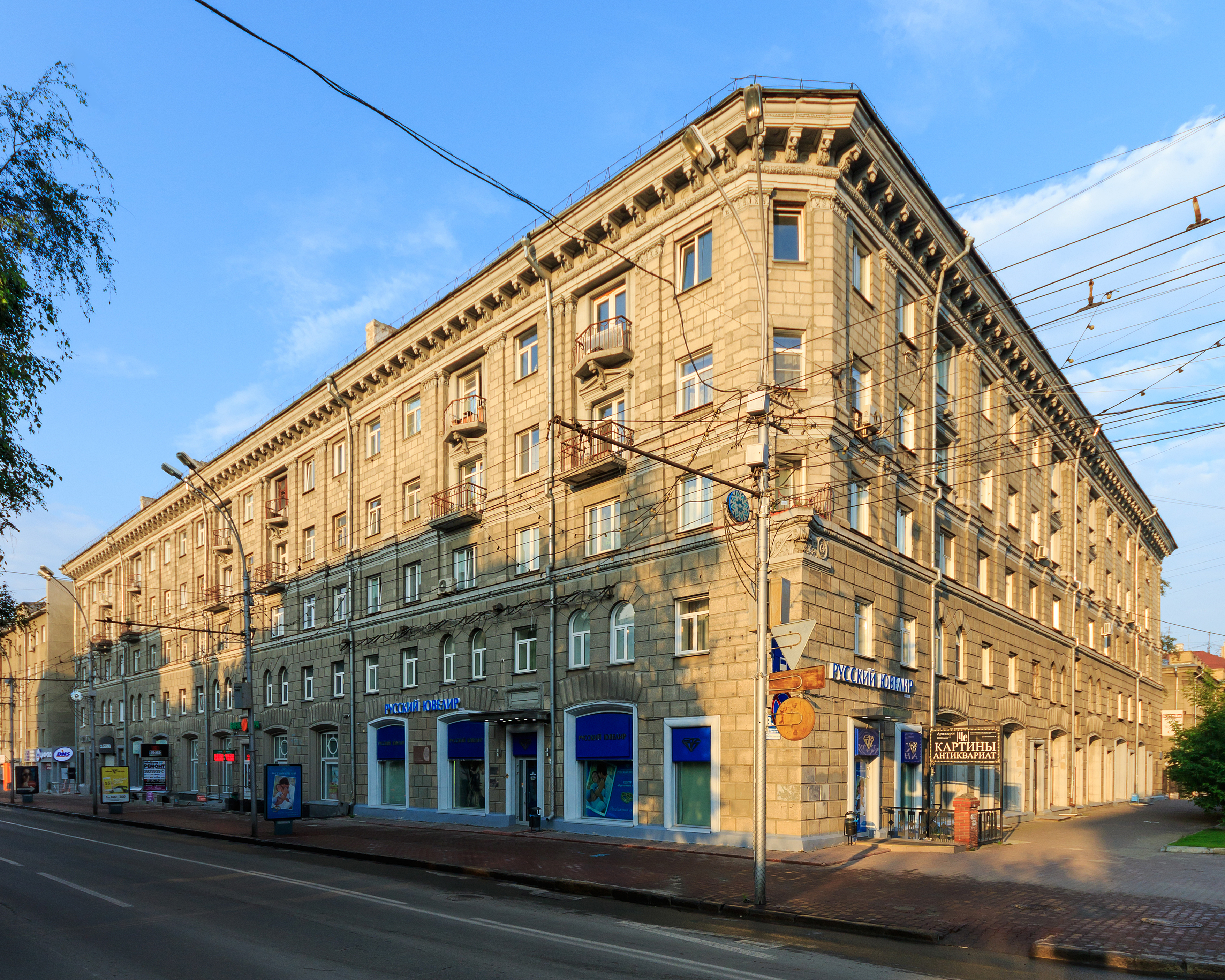
Красный проспект № 33

- Новосибирский технологический институт
- Медицинская лаборатория, Новосибирский НИИ Туберкулеза Минздрава России
- Сибирский НИИ геологии, геофизики и минерального сырья
- Межотраслевой некоммерческий фонд энергосбережения и развития ТЭК Новосибирской области
- Союз архитекторов Новосибирска
- Музей города Новосибирска
- ЧЕ, арт-галерея